# The Warmth of the Sun (álbum)
The Warmth of the Sun es un álbum recopilatorio de The Beach Boys editado en 2007 por Capitol Records. Fue un sucesor de Sounds of Summer: The Very Best of The Beach Boys de 2003, este nuevo álbum es compuesto de favoritos y los mejores clásicos de la banda. Varias canciones fueron mezcladas por primera vez en estéreo. Estas son "All Summer Long", "You're So Good to Me", "Then I Kissed Her", "Please Let Me Wonder" y "Let Him Run Wild". Mientras que la mezcla de "Wendy" se trata de una nueva en estéreo. Este álbum también contiene una mezcla alterna de "Break Away" y las versiones de sencillo de "Why Do Fools Fall In Love" y "Cool, Cool Water".
The Warmth of the Sun debutó en el puesto n.º 40 en el Billboard 200, fueron vendidas 14.000 copias en su primera semana. Desde el 11 de junio de 2007, el álbum ha vendido 55.269 copias en Reino Unido.

## Lista de canciones
Todas las canciones escritas y compuestas por Brian Wilson y Mike Love, menos donde se indica.. 
| N.º | Título                                                                                    | Duración |  |
| 1.  | «All Summer Long» (Brian Wilson y Mike Love)                                              | 2:09     |  |
| 2.  | «Catch a Wave» (Brian Wilson y Mike Love)                                                 | 2:08     |  |
| 3.  | «Hawaii» (Brian Wilson y Mike Love)                                                       | 2:00     |  |
| 4.  | «Little Honda» (Brian Wilson y Mike Love)                                                 | 1:52     |  |
| 5.  | «409» (Brian Wilson, Gary Usher y Mike Love)                                              | 2:00     |  |
| 6.  | «It's OK» (Mike Love y Brian Wilson)                                                      | 2:12     |  |
| 7.  | «You're So Good to Me» (Mike Love y Brian Wilson)                                         | 2:15     |  |
| 8.  | «Then I Kissed Her» (Barry, Greenwich y Phil Spector)                                     | 2:16     |  |
| 9.  | «Kiss Me Baby» (Brian Wilson y Mike Love)                                                 | 2:43     |  |
| 10. | «Please Let Me Wonder» (Brian Wilson y Mike Love)                                         | 2:50     |  |
| 11. | «Let Him Run Wild» (Brian Wilson y Mike Love)                                             | 2:20     |  |
| 12. | «The Little Girl I Once Knew» (Brian Wilson)                                              | 2:34     |  |
| 13. | «Wendy» (Mike Love y Brian Wilson)                                                        | 2:20     |  |
| 14. | «Disney Girls (1957)» (Bruce Johnston)                                                    | 4:07     |  |
| 15. | «Forever» (Dennis Wilson y Gregg Jakobson)                                                | 2:41     |  |
| 16. | «Friends» (Brian Wilson, Dennis Wilson, Carl Wilson y Al Jardine)                         | 2:32     |  |
| 17. | «Break Away» (Brian Wilson y Reggie Dunbar)                                               | 3:05     |  |
| 18. | «Why Do Fools Fall in Love» (Morris Levy y Frankie Lymon)                                 | 2:07     |  |
| 19. | «Surf's Up» (Brian Wilson y Van Dyke Parks)                                               | 4:12     |  |
| 20. | «Feel Flows» (Carl Wilson y Jack Rieley)                                                  | 4:46     |  |
| 21. | «All This is That» (Carl Wilson, Mike Love y Al Jardine)                                  | 3:57     |  |
| 22. | «'Til I Die» (Brian Wilson)                                                               | 2:40     |  |
| 23. | «Sail On, Sailor» (Brian Wilson, Van Dyke Parks, Jack Rieley, Ray Kennedy y Tandyn Almer) | 3:16     |  |
| 24. | «Cool, Cool Water» (Brian Wilson y Mike Love)                                             | 3:24     |  |
| 25. | «Don't Go Near the Water» (Mike Love y Al Jardine)                                        | 2:39     |  |
| 26. | «California Saga (On My Way to Sunny Californ-i-a)» (Al Jardine)                          | 3:22     |  |
| 27. | «California Dreamin'» (John Phillips y Michelle Phillips)                                 | 2:50     |  |
| 28. | «The Warmth of the Sun» (Brian Wilson y Mike Love)                                        | 3:24     |  |